# Награда Бранислав Нушић
Награда Бранислав Нушић је награда у области драмског стваралаштва коју годишње додељује Удружење драмских писаца Србије од 1980. године. Награда се састоји од новчаног износа, дипломе и бронзане плакете Бен Акиба, рад вајара Милуна Видића.
Награђују се радови под шифром, тј. тек после проглашења се сазнаје ко је добитник.

## Добитници

#### Од 1980. до 1990.
- 1980 — Драган Томић, за драму Раскршће.
- 1981 — Божидар Зечевић, за драму Пивара.
- 1982 — Велибор Михић, за драму Пролећна сезона.
- 1983 — Ненад Прокић, за драму Метастабилни грал.
- 1984 — Миодраг Караџић, за драму Само ви ајте, а ми ћемо грактат, арлаукат.
- 1985 — Јелица Зупанц, за драму Црњански или Лако је Андрићу.
- 1986 — Миладин Шеварлић, за драму Витезови и небеска војска.
- 1987 — Синиша Ковачевић, за драму Рави.
- 1988 — Синиша Ковачевић, за драму Свети Сава.
- 1989 — Радослав Златан Дорић, за драму Кад би Сомбор био Холивуд.
- 1990 — Миладин Шеварлић, за драму Змај од Србије.

#### Од 1991. до 2000.
- 1991 — Драган Томић, за драму Псећа кућица.
- 1992 — Иван Панић, за драму Сократов тестамент.
- 1993 — Миливоје Мајсторовић, за драму Једнодневна вишегодишња фарса.
- 1994 — Новица Савић, за драму Радинка, Љубисав и Мијат.
- 1994 — Иван Панић, за комедију Бол болен.
- 1995 — Радослав Златан Дорић, за драму Горко путовање у ништа.
- 1995 — Иван М. Лалић, за комедију Трећи светски рат.
- 1996 — Жељко Хубач, за драму Земља.
- 1996 — Радослав Златан Дорић, за комедију Јелена Анжујска.
- 1997 — Саша Вечански, за драму Варавина опција.
- 1997 — Драган Тешовић, Како васпитати андроида.
- 1998 — Жељко Хубач, за драму Ратко и Јулијана.
- 1999 — Зоран Божовић за драму Узбудљиво крстарење.
- 2000 — Миладин Шеварлић, за драму Заводник.

#### Од 2001. до 2010.
- 2001 — Леон Ковке, за драму Кнадла у бањи.
- 2002 — Новица Савић, за драму Кад онај тамо умре.
- 2003 — Младен Поповић, за драму Маслачак и ретард.
- 2004 — Новица Савић, за драму Овде нема лопова.
- 2005 — Стојан Срдић, за драму Анђео са веранде.
- 2006 — Миодраг Илић ,за драму Вукоманов повратак.
- 2007 — Миодраг Илић, за драму Јеретик.
- 2008 — Стамен Миловановић, за драму Једначење по звучности.
- 2009 — Жељко Каран, за драму Глиб.
- 2010 — Жељко Каран за драму Џенериканци.

#### Од 2011. до 2020.
- 2011 — Горана Баланчевић, за драму Огвожђена.
- 2012 — Војислав Савић, за драму Егзекутор.
- 2013 — Александра Урошевић, за драму Покупићу своје ствари и отићи ћу – меланхолични кабаре.
- 2014 — Стојан Срдић, за драму Моје дете.
- 2015 — Горана Баланчевић, за драму Преплава.
- 2016 — Никола Милојевић, за драму На трагу.[1]
- 2017 — Предраг Црнковић, за драму Трбухозборац.
- 2018 — Мирко Демић, за драму Победници, победници.
- 2019 — Милан Миловановић, за драму Анестезија.
- 2020 — Милан Миловановић, за драму Бесмртник.[2]

#### Од 2021.
- 2021 — Зоран Стефановић, за драму Валцер за Олгу: Крвава бајка и народна забава.[3]
- 2023 — Милица Константиновић, за драму Ђука: Драма о Ђуки Мандић у 66 слика [4]
- 2024 — Јелена Лучић, за драму Рупа: Рупа: мултиет(н)ичка бајка о страху.[5]